# Seweryn Dziubałtowski

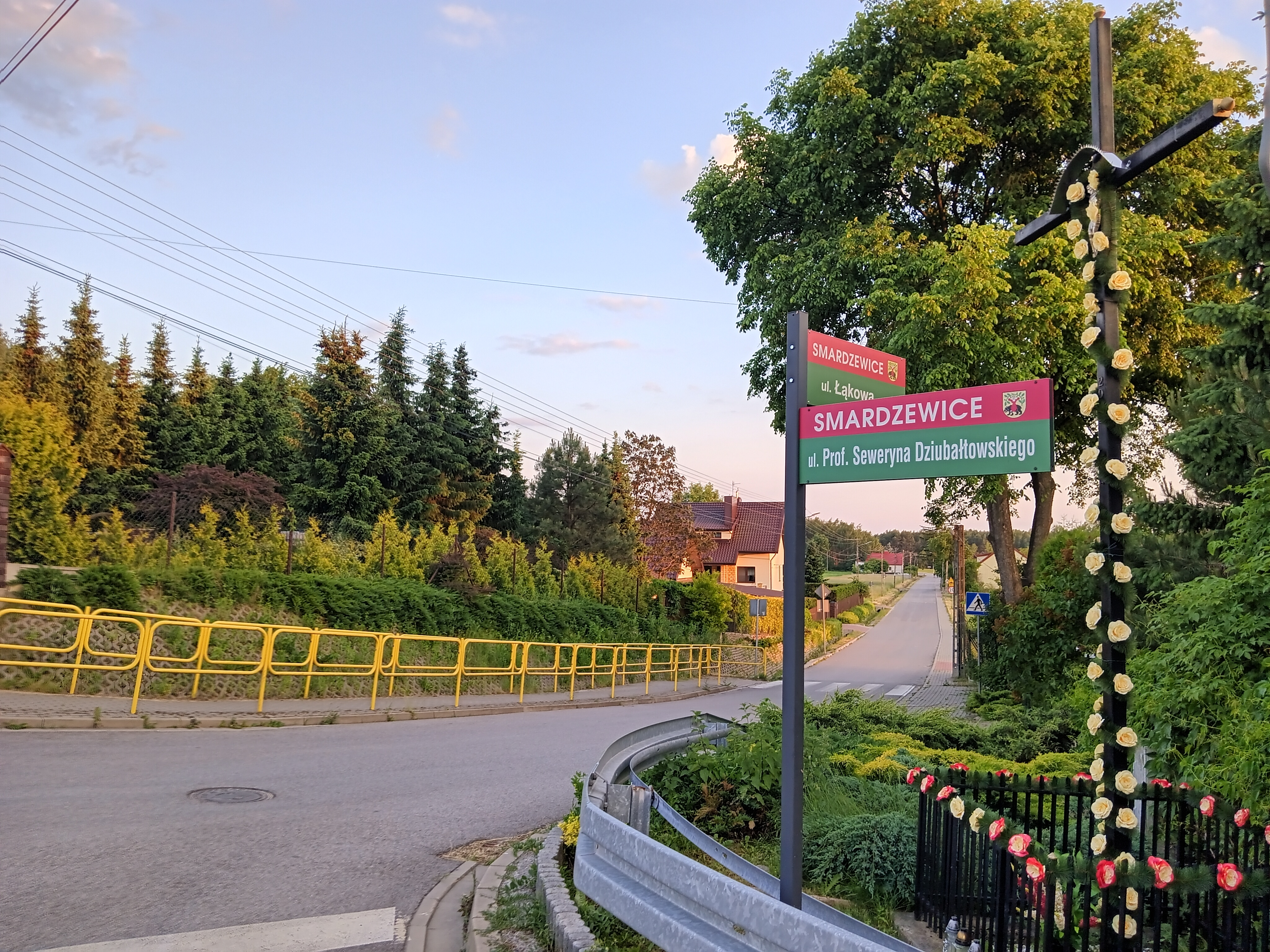
Skrzyżowanie ulic profesora Seweryna Dziubałtowskiego i Łąkowej w Smardzewicach

Seweryn Dziubałtowski (ur. 31 grudnia 1883 w Smardzewicach koło Tomaszowa Mazowieckiego, zm. 23 sierpnia 1944 w Warszawie) – polski botanik i fitosocjolog.

## Życiorys
Absolwent I Liceum Ogólnokształcącego im. Jarosława Dąbrowskiego w Tomaszowie Mazowieckim.
Odbył studia przyrodnicze w Towarzystwie Kursów Naukowych w Warszawie. W latach 1913–1915 odbył studia przyrodnicze w Neuchâtel, a następnie 1915–1916 studia fitogeograficzne i paleobotaniczne w Zurychu. W 1915 został doktorem nauk przyrodniczych (praca Etude phytogeographique de la region de la Nida inferieure). W 1916 powrócił do Warszawy i podjął pracę jako asystent Katedry Botaniki Ogólnej Uniwersytetu Warszawskiego. W latach 1916–1918 wykładowca geografii roślin na Wydziale Przyrodniczym Towarzystwa Kursów Naukowych w Warszawie. W 1920 objął Katedrę Botaniki Ogólnej Szkoły Głównej Gospodarstwa Wiejskiego. Katedrą kierował do wybuchu wojny. W 1923 został mianowany profesorem nadzwyczajnym, a w 1937 profesorem zwyczajnym. W roku akademickim 1924/1925, 1934/1935 i 1938/1939 pełnił funkcję dziekana Wydziału Leśnego, a w latach 1935–1938 prorektora SGGW. Od 1918 był współpracownikiem Komisji Fizjograficznej Polskiej Akademii Umiejętności.
W pracy naukowej zajmował się głównie badaniami fitogeograficznymi w Górach Świętokrzyskich i na ziemi sandomierskiej. Badał rozmieszczenie i stosunki ekologiczne roślin stepowych. Zajmował się także ochroną przyrody. Był członkiem Państwowej Rady Ochrony Przyrody.
Zginął trafiony odłamkiem granatu podczas powstania warszawskiego na Mokotowie. 25 września poległ jego syn, Kazimierz, podchorąży pułku AK Baszta.
Po 1945 został ekshumowany i pochowany na cmentarzu w rodzinnych Smardzewicach.

## Wybrane publikacje naukowe
- Wpływ soli glinowych i manganowych na okres spoczynku u roślin drzewiastych (1914)
- Zrzeszenia roślin na porębach Łysicy (1914)
- O zbiorowiskach roślinnych, godnych ochrony w Sandomierskiem i Opatowskiem (1922)
- Les associations steppiques sur le plateau de la Petite Pologne et leur succesions (1925)
- Rezerwat jodłowy w Mieni pod Mińskiem Mazowieckim (1930)
- Badania fitosocjologiczne w Górach Świętokrzyskich (1933–1934)
- Kilka uwag o występowaniu i pochodzeniu roślinności stepowej nad dolną Wisłą (1934)
- Dynamika zespołów leśnych w regionje łysogórskim (1935)